# Каменська сільська рада (Сакмарський район)
Ка́менська сільська рада (рос. Каменский сельский совет) — сільське поселення у складі Сакмарського району Оренбурзької області Росії.
Адміністративний центр — село Каменка.

## Населення
Населення — 432 особи (2019; 432 в 2010, 427 у 2002).

## Склад
До складу сільської ради входять:
| Населений пункт | Населення, осіб (2002) | Населення, осіб (2010) |
| --------------- | ---------------------- | ---------------------- |
| Каменка, село   | 364                    | 374                    |
| Мар'євка, село  | 63                     | 58                     |